# Бениславская, Галина Артуровна
Гали́на Арту́ровна Бенисла́вская (16 [28] декабря 1897, Санкт-Петербург — 3 декабря 1926, Ваганьковское кладбище) — журналистка, литературный работник, друг и литературный секретарь Сергея Есенина. Автор воспоминаний о Есенине.

## Биография
Родилась 28 декабря 1897 года в Петербурге. Галина Бениславская — грузинка по матери, отец — обрусевший француз по фамилии Карьер. С детства воспитывалась сестрой матери Ниной Поликарповной Зубовой (по фамилии первого мужа), врачом по профессии, которая удочерила Галину, так как её родная мать была тяжело больным человеком. Муж Нины Поликарповны, тоже врач, Артур Казимирович Бениславский стал приёмным отцом Гали и дал ей свою фамилию.
Детство Галина провела в латвийском городе Резекне (Режица). Галина Бениславская училась в пансионате в Вильно, затем в Преображенской гимназии в Петербурге, которую окончила в 1917 году с золотой медалью. По словам её близкой гимназической подруги, Галина под влиянием подруги и её родителей, которые были большевиками, в мае 1917 года вступила в партию РСДРП(б). Вскоре у неё возникли разногласия на политической почве с её приёмными родителями, и она в 1917 году, стремясь к самостоятельности, уехала в Харьков и поступила там на естественный факультет университета.
После занятия Харькова белыми Галина Бениславская, мечтая попасть к красным, направилась в сторону расположения войск Красной армии и была арестована по пути белыми. Случайность спасла её от расстрела — когда её привели в штаб белых, она совершенно неожиданно встретила там своего приёмного отца Бениславского, который служил врачом в белой армии. Он сказал, что это его дочь, и её тут же освободили. Позже её приёмный отец помог ей по её просьбе перебраться через линию фронта — он выдал ей удостоверение сестры милосердия Добровольческой армии. Однако с этим удостоверением она попала под подозрения уже красных, когда добралась до них. Здесь её выручил отец подруги, на которого она сослалась, — он телеграммой подтвердил, что она член партии большевиков.
Позднее в Москве по рекомендации этого человека она стала работать в Чрезвычайной комиссии. Там она проработала с 1919 по 1923 годы.
В 1923 году она устроилась в газету «Беднота», где работала ответственным секретарём редакции её гимназическая подруга, отец которой когда-то помог ей. В газете «Беднота» Галина Бениславская проработала до конца своей жизни.
В Москве Г. А. Бениславская часто посещала литературные вечера и выступления поэтов. На одном из таких вечеров 19 сентября 1920 года она впервые увидела Сергея Есенина и услышала его выступление. В конце 1920 года в кафе «Стойло Пегаса» состоялось их личное знакомство. Вскоре Г. А. Бениславская вошла в круг близких Есенину людей. Некоторое время Есенин жил у Бениславской. 3 октября 1921 года после знакомства с Айседорой Дункан Есенин ушёл из квартиры Бениславской, в результате чего она попала в клинику нервных болезней.
После возвращения из зарубежной поездки и разрыва с А. Дункан Есенин вновь поселился у Г. Бениславской на её квартире в Брюсовом переулке, здесь же жили и его сёстры — Катя и Шура. Летом 1925 года перед женитьбой на С. А. Толстой Есенин порвал отношения с Г. А. Бениславской. Она тяжело переживала это, лечилась от нервного расстройства, на время уезжала из Москвы. Не было её в Москве и во время похорон Есенина.
В декабре 1926 года она покончила с собой (застрелилась) на могиле Есенина на Ваганьковском кладбище, оставив записку: «3 декабря 1926 года. Самоубилась здесь, хотя и знаю, что после этого ещё больше собак будут вешать на Есенина… Но и ему, и мне это всё равно. В этой могиле для меня всё самое дорогое…». Похоронена на Ваганьковском кладбище (17 уч.), рядом с Есениным. Могила сразу за памятником на его могиле, если стоять к нему лицом. Могила Бениславской является одной из достопримечательностей Ваганьковского кладбища.

### Характер взаимоотношений с Сергеем Есениным
Весь период своего пятилетнего знакомства с Есениным Г. Бениславская активно занималась его литературными делами. Она по его поручениям вела переговоры с редакциями, заключала с ними договоры на издания. Сохранились письма Есенина к Г. А. Бениславской с поручениями и разного рода просьбами. Галина много внимания уделяла организации материальной стороны жизни Есенина.
По воспоминаниям друзей Есенина, в своих отношениях с Есениным Галина претендовала на роль единственного друга. Литературные советы, которые она нередко пыталась ему давать, он, как правило, просто игнорировал. Всё это, по мнению друзей Сергея Есенина, тяготило его и в конечном итоге привело к разрыву с ней.
Позднее в своих воспоминаниях о Есенине, написанных в 1926 году, она много писала о том, что, по её мнению, лица из окружения Есенина пытались всяческими способами разрушить их отношения, оторвать Есенина от неё. Она обвиняет в этом и имажинистов, и П. В. Орешина с А. А. Ганиным, и Н. А. Клюева, и А. М. Сахарова, и даже сестру поэта Екатерину Александровну. Свои воспоминания о Сергее Есенине Галина Бениславская оставила незавершёнными.